# Спіронолактон
Спіронолактон — синтетичний стероїдний калійзберігальний діуретичний засіб, конкурентний антагоніст альдостерону.
Є конкурентним антагоністом альдостерону і блокує альдостерон-залежний обмін натрію і калію в дистальних канальцях, збільшуючи таким чином виділення натрію та води і, зменшуючи виділення калію.

## Показання
Використовується в лікуванні набряку внаслідок застійної серцевої недостатності або печінкової чи ниркової хвороби, в лікуванні та терапії первинного гіперальдостеронізму. В поєднанні з іншими ліками застосовується в лікуванні підвищеного кров'яного тиску.

## Побічна дія
При тривалому прийманні спіронолактону у хворих можуть виникнути нудота, запаморочення, сонливість, атаксія, шкірна висипка.